# Нату-Ла

Расположение города Гангток (звёздочка) и перевала Нату-Ла (кружок).

Нату-Ла (кит. 乃堆拉山口, непальск. नाथू ला, IAST: Nāthū Lā; тиб. རྣ་ཐོས་ལ་) — горный перевал в Гималаях, расположенный на индо-китайской границе и соединяющий индийский штат Сикким с Тибетским автономным районом.
Высота этого исторического перевала, через который в древности проходил Шёлковый путь, составляет 4310 м над уровнем моря. Название перевала в дословном переводе с тибетского означает «место, где самый сильный снег и ветер». Другие варианты написания названия: Натула, Натху-Ла и Натхула.
Перевал Нату-Ла является одним из трёх приграничных торговых пунктов Индии и Китая, другие два — это Шипки-Ла в штате Химачал-Прадеш и Липу-Лех в штате Уттаракханд. Перевал был закрыт после Китайско-индийского конфликта 1967 года и в течение долгих лет использовался лишь для еженедельной доставки почты тибетским пастухам, находящимся по обе стороны границы.
Открытие перевала произошло в 2006 году после заключения между странами ряда совместных торговых соглашений. Ожидается, что возобновление торговли приведёт к процветанию региона — в настоящее время стороны договорились об экспорте 29 типов товаров со стороны Индии и 15 со стороны Китая.
Перевал также сокращает путь при паломничестве к важным индуистским и буддистским святыням региона, например к монастырю Румтек и к тибетскому озеру Манасаровар.

## История

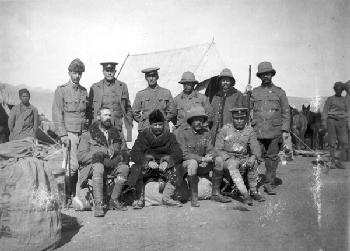
Британская экспедиция под руководством майора Янгхазбенда.

Нату-Ла расположен на 563-километровом Старом Шёлковом пути (ответвление от исторического Шёлкового пути), который соединял столицу Тибета город Лхаса и равнины Бенгалии. В 1815 году, после захвата британцами территорий Непала и Бутана, в регионе начала развиваться торговля. В 1873 году в отчёте заместителя комиссара города Дарджилинг указывается на стратегическую важность горных перевалов между Сиккимом и Тибетом.
Перевал Нату-Ла сыграл важную роль в британской экспедиции в Тибет 1903—1904 годов, целью которой было предотвращение распространения влияния Российской империи на Тибет. В 1904 году майор Фрэнсис Янгхазбенд провёл успешную операцию по захвату Лхасы, в результате которой британцы получили контроль над долиной Чумби и торговыми пунктами Гьянце и Гарток.
В 1947 году при премьер-министре Джавахарлале Неру Сикким получил статус протектората и его границы, в том числе перевал Нату-Ла, стали охранять индийские войска.
После захвата Тибета Китаем в 1950 и подавления восстания в 1959 году через перевалы Сиккима на территорию Индии ушли беженцы. В ходе Китайско-индийского конфликта 1967 года в районе перевала Нату-Ла произошло несколько стычек между Народно-освободительной армией Китая и вооружёнными силами Индии. В 1975 году Сикким вошёл в состав Индии, хотя Китай отказался это признать. Официальное признание Китаем принадлежности Сиккима Индии произошло 6 июля 2006 года, вместе с открытием перевала.

## Транспорт

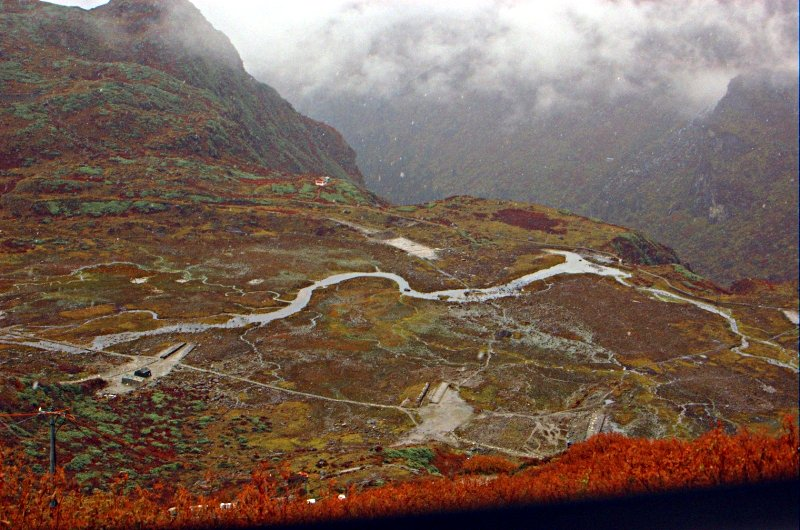
Вид на перевал со склона.

Перевал находится в 54 км к востоку от столицы штата Сикким Гангток и в 430 км от столицы Тибета Лхасы в долине Чумби. Через перевал проходит одна из самых высоких в мире дорог, которая зимой полностью завалена снегом.
Со стороны Тибета два шоссе из Канмара в Ядун и из Ядуна к Нату-Ла были внесены Министерством транспорта, развития и реформ Китая в список строительства 2006 года. Кроме того, были озвучены планы организовать автобусное сообщение от Гангтока до Лхасы и довести Цинхай-Тибетскую железную дорогу до Ядуна в следующее десятилетие.